# Diarmait mac Toirdhelbaich Ó Briain
 Diarmait mac Toirdhelbaich Ó Briain (mort en 1364) roi de Thomond en 1343 puis de 1350 à 1360.

## Biographie
Diarmait mac Toirdhelbaich Ó Briain est le 3e fils de Thoirdelbach mac Taigd Cael Uisce Ó Briain. À la mort de son frère Muircheartach mac Toirdhelbaich Ó Briain en 1343 il lui succède conformément à un accord conclu entre eux en 1336 avec l'approbation du puissant clan McNamara (gaëlique : Mac Com Mara). La même année le clan McNamara qui agit en véritable faiseur de rois, se ravise chasse Diarmait et le remplace par son parent Brian Bán Ó Briain du  « clan Briain  ».
En 1350 Brian  Bán  est assassiné par les fils de Lorcan Mac Ceothach . et Diarmait est rétabli sur son trône. Après un règne de 10 ans il est de nouveau déposé en 1360 par son neveu Mathghamhain Maonmhaighe Ó Briain . Il meurt en 1364  à Ardrachan dans l'actuel comté de Galway mais il est inhumé chez les frères mineurs à Ennis.

## Sources
- (en) T.W Moody, F.X. Martin, F.J. Byrne A New History of Ireland IX Maps, Genealogies, Lists. A companion to Irish History part II . Oxford University Press réédition 2011  (ISBN 9780199593064). « O'Briens: Ó Briain Kings and Earls of Thomond 1168-1657 » p. 219-220 & « O'Briens: Ó Briain Kings and Earls of Thomond 1168-1657  » généalogie n°23 p. 152.
- (en) Goddard Henry Orpen (Introduction de Seán Duffy), Ireland under the Normands 1169-1333, vol. IV, Dublin, Four Courts Press (réédition), 2005, 633 p. (ISBN 9781846828188), p. 461-486 The Normands in Thomond
- (en) A Timeline of Irish History, Richard Killen Gill & Macmillan Dublin (2003)  (ISBN 07171-3484-9).